# Melitta Sollmann
Melitta Sollmann, född 20 augusti 1958 i Gotha, är en inte längre aktiv tysk rodelåkare som tävlade för Östtyskland.
Sollmanns första internationella framgångar som rodelåkare kom 1976 när hon blev Junioreuropamästare.  Hon kvalificerade sig för världsmästerskapen 1977 och nådde en femte plats. Sina främsta meriter hade Sollmann under året 1979 när hon blev världsmästare, Europamästare och östtysk mästare. Hon vann en silvermedalj vid de olympiska vinterspelen 1980 i Lake Placid och blev Europamästare under samma år. Sollmann var under de första åren efter idrottskarriären tränare. Efter Tysklands återförening besökte hon en omskolning och hon blev anställd som kontorstjänsteman.